# Conilurus penicillatus
Conilurus penicillatus es una especie de roedor de la familia Muridae.

## Distribución geográfica
Se encuentra en Australia y Papúa Nueva Guinea.